# Sietas Typ 69
Der Typ 69 war ein Mehrzweckfrachtschiffstyp der Sietas-Werft in Hamburg-Neuenfelde, von dem im Jahr 1971 mit der Bomberg und der Jork zwei Einheiten entstanden sind.

## Geschichte
Das von der Hamburger Reederei Friedrich & Hans Osterwisch bestellte Typschiff Bomberg absolvierte am 12. Oktober 1971 seinen Stapellauf und wurde am 2. Dezember 1971 von der Werft abgeliefert. Im Rahmen einer Vercharterung trug es von 1977 bis 1980 den Namen Roxanne Kersten. Die Bomberg wurde am 31. März 1983 in Rotterdam (Niederlande) an die Kette gelegt und am 4. Mai 1983 in einer Zwangsversteigerung von der Hamburger Reederei Bauer & Hauschildt erworben, wodurch sie den Namen Deichland bekam. Am 4. September 1992 lief das damals an CMA vercharterte Schiff als Ville D’Aurore auf einer Reise von Damiette (Ägypten) nach Istanbul (Türkei) nahe Lipsi vor der unbewohnten griechischen Insel Saraki auf Grund. Es wurde anschließend nach Piräus geschleppt, dort als Auflieger im Dezember 1992 verkauft und nach einer Reparatur im Mai 1993 als Europe wieder in Fahrt gesetzt. Nach weiteren Verkäufen und Umbenennungen bekam das Schiff im Jahr 2001 den Namen Anja Funk. Am 15. Oktober 2014 traf die Anja Funk zum Abbruch in Aliağa (Türkei) ein, wo ihre Verschrottung eine Woche später begann.
Das zweite Schiff des Typs 69, die Jork, wurde am 29. Dezember 1971 an die Korrespondentreederei Johnny Gährs in Königreich abgeliefert und kam zunächst für die Hamburger Reederei Gehrckens zum Einsatz. Von 1975 bis 1977 trug es den Namen Scol Valiant. Am 27. Mai 1986 lief die Jork auf einer Fahrt von Bombay (Indien) nach Sues (Ägypten) im Roten Meer auf Grund und sank anschließend infolge des Wassereinbruchs.

## Technik
Der in Sektionsbauweise gefertigte Typ 69 basierte auf dem parallel entstandenen Typ 67. Er war jedoch um rund 1,8 Meter länger und verfügte über ein Zwischendeck im Laderaum. Der einzelne kastenförmige Laderaum (box-shaped) hatte einen Getreide-Rauminhalt von 4.689 m³ (4.587 m³ Ballenraum) und war mit hydraulischen Faltlukendeckeln ausgerüstet. Die Lukengröße betrug 51,0 Meter mal 10,2 Meter. Der Typ 69 besaß eine Tragfähigkeit von 2.580 dwt und konnte bis zu 148 20-Fuß-Standardcontainer (TEU) stauen. Im Dezember 1994 wurde die ein Jahr zuvor reparierte Karat II (ehemals Bomberg) mit 2.488 BRZ, 3.598 dwt und 6,21 m Tiefgang neu vermessen.
Angetrieben wurden beide Schiffe von je einem 2.355 kW leistenden Achtzylinder-Dieselmotor des Typs Klöckner-Humboldt-Deutz RBV 8M 540, der auf einen Verstellpropeller wirkte. Die Jork besaß bei Ablieferung einen bugseitig montierten NMF-Schwenkkran sowie einen verfahrbaren NMF-Drehkran. Beide Kräne hatten eine Traglast von jeweils 12 t. Den Schwenkkran ersetzte man nachträglich durch einen zweiten verfahrbaren Drehkran.
Die Ablieferung der Bomberg erfolgte ohne Ladegeschirr.

## Die Schiffe
| Sietas Typ 69 | Sietas Typ 69 | Sietas Typ 69 | Sietas Typ 69          | Sietas Typ 69                           | Sietas Typ 69 |
| Bauname       | Bau- nummer   | IMO- Nummer   | Stapellauf Ablieferung | Auftraggeber                            | Umbenennungen und Verbleib |
| ------------- | ------------- | ------------- | ---------------------- | --------------------------------------- | --- |
| Bomberg       | 690           | 7120720       | 12.10.1971 02.12.1971  | KR Friedrich & Hans Osterwisch, Hamburg | 1977 Roxane Kersten → 1980 Bomberg → 1983 Deichland → 1987 Baracuda → 1991 Ville D’Aurore → 1992 Naftilos → 1993 Europe → 1994 Karat II → 1997 Dever → 1998 Lever → 2001 Anja Funk, ab dem 22. Oktober 2014 in Aliağa verschrottet |
| Jork          | 682           | 7123552       | 05.11.1971 29.12.1971  | KR Jonny Gährs, Königreich              | 1975 Scol Valiant → 1977 Jork, am 27. Mai 1986 im Roten Meer gesunken |